# Mazur (radioodbiornik)

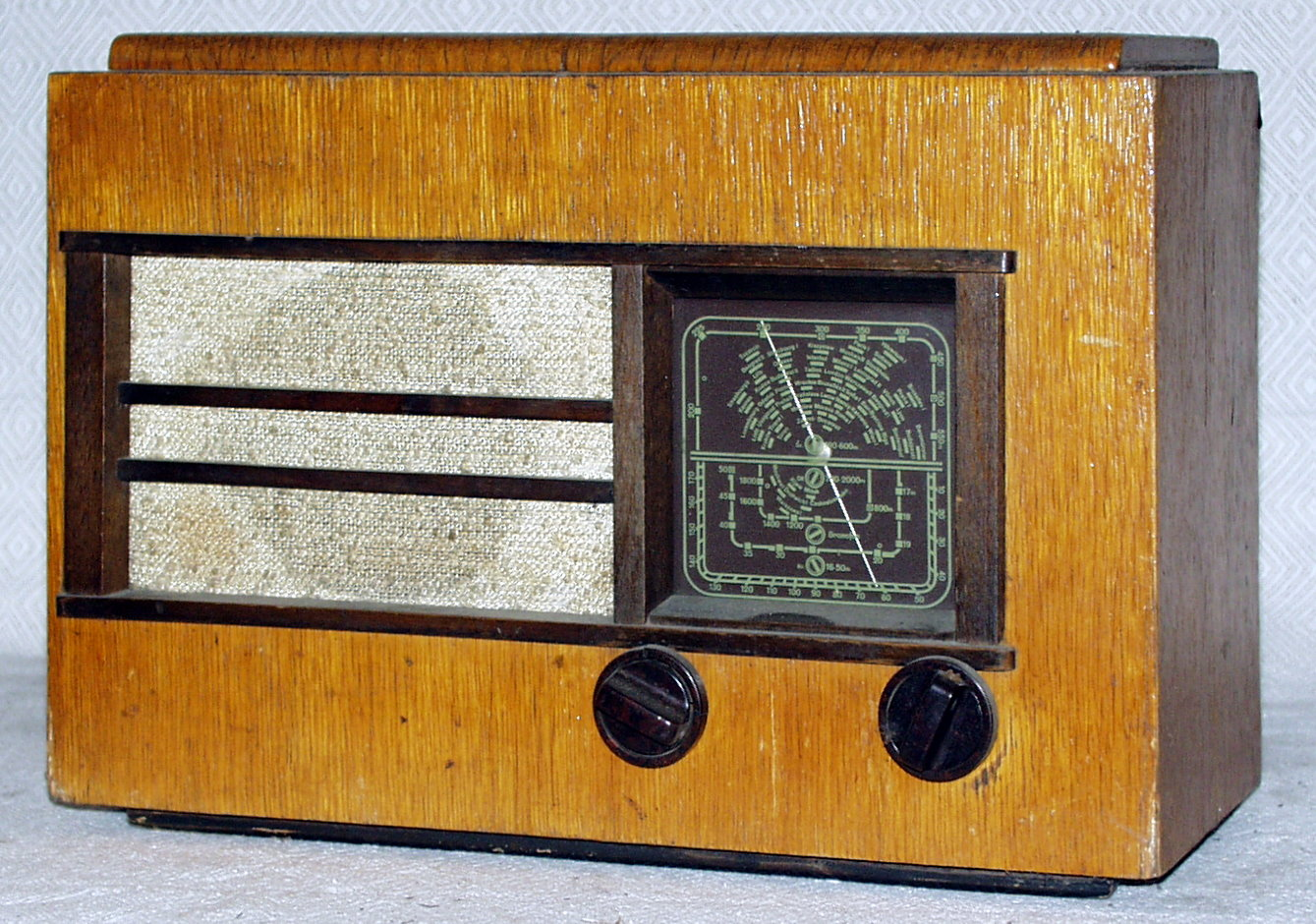
Pierwszy z rodziny dzierżoniowskich „Mazurów”

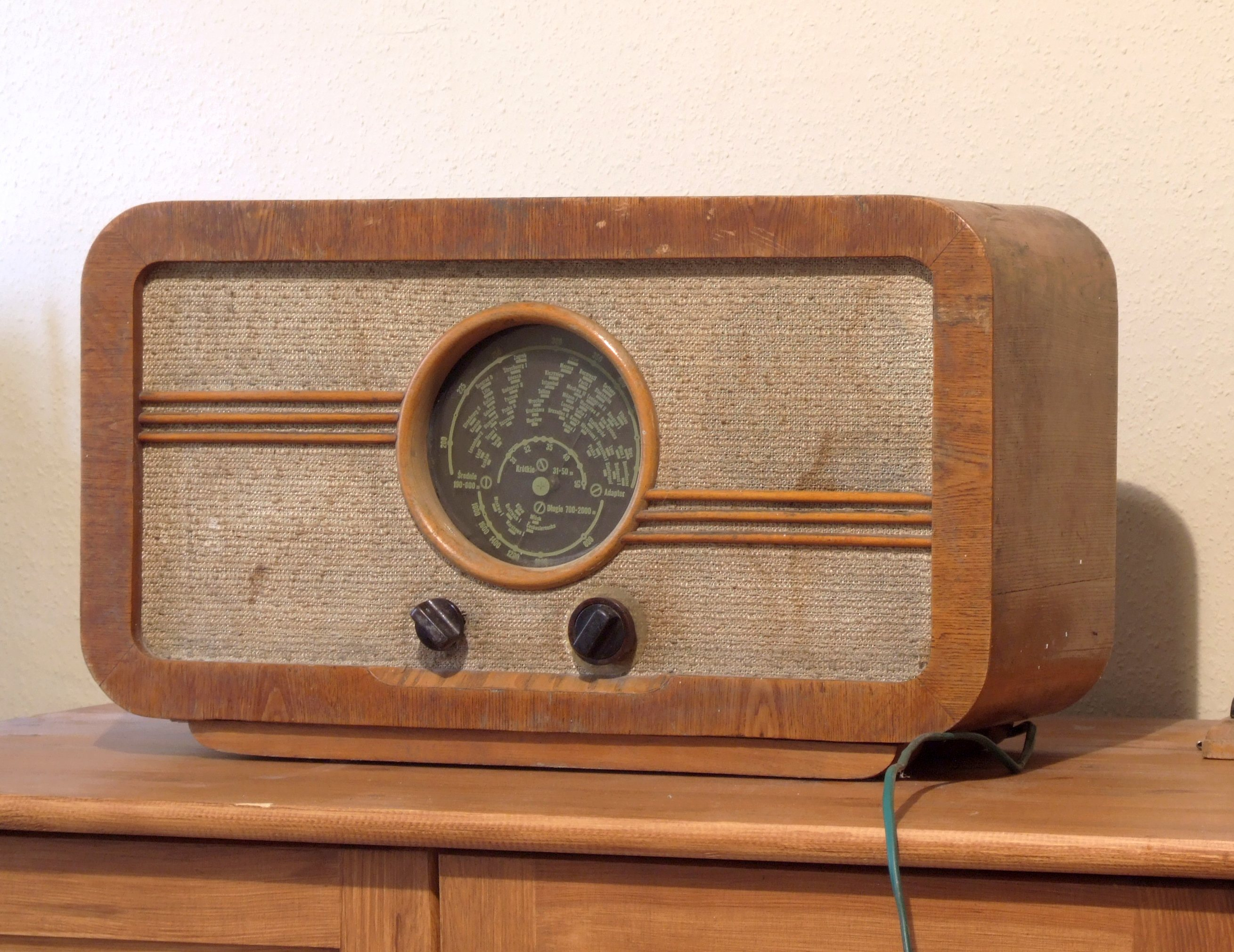
Mazur Lux

Mazur – rodzina lampowych odbiorników radiowych produkowana przez Zakłady Radiowe „DIORA” Dzierżoniów w latach pięćdziesiątych XX wieku, składała się z trzech odbiorników: Mazur, Mazur-Lux i Mazur II. Mazur i Mazur-Lux różniły się tylko obudową, Mazur II posiadał dodatkowo wskaźnik dostrojenia.
Pierwsze dwa produkowane były w latach 1952–1956 (fabryka oznaczana była wtedy jako T-6), zaś trzeci w latach 1956–1958.

## Dane techniczne
- zakresy:
  - Dł – fale długie 700–2000 m (429–150 kHz)
  - Śr – fale średnie 190–600 m (1579–500 kHz)
  - Kr – fale krótkie 16–50 m (19–6 MHz)
- częstotliwość pośrednia: 465 kHz
- głośnik: GD13/1,5
- zasilanie: zasilacz transformatorowy na napięcie 125/220 V
- lampy:
  - ECH 21 – mieszacz i heterodyna
  - ECH 21 – wzmacniacz pośredniej częstotliwości
  - EBL 21 – detektor i wzmacniacz mocy
  - AZ 1 – prostownik pełnookresowy
  - EM 4 – elektronowy wskaźnik dostrojenia (magiczne oko) – tylko Mazur II
  - żarówka 6,3 V; 0,3 A: oświetlenie skali